# Поппер, Ами
Ами Поппер (род. 2 июня 1969, Ришон-ле-Цион) — израильтянин, осуждённый за убийство в Ришон-ле-Ционе семи палестинских рабочих 20 мая 1990 года.

## Биография
Поппер родился и вырос в Ришон-ле-Ционе и был третьим из четырёх детей Рахели, родившейся в Польше, и Кроля Поппера, родившегося в Румынии. Он был призван в ЦАХАЛ и служил солдатом в бронетанковом корпусе, но был освобожден примерно через полтора года из-за несовместимости, после случаев прогулов и отсутствия дисциплины, в разгар которых он украл оружие у другого солдат и пытался покончить жизнь самоубийством.

### Теракт
Ранним утром 20 мая 1990 года Ами Поппер, которому тогда был 21 год, взял форму и автомат своего брата, солдата израильской армии, и направился к перекрёстку Ган Врадим в Ришон-ле-Ционе. Поппер знал, что на перекрёстке по утрам собираются палестинские рабочие, ожидающие подвозки на место работы.
Прибыв на перекрёсток примерно в 7 часов утра, Поппер приказал рабочим выстроиться в шеренгу и предъявить ему свои удостоверения личности. Затем, увидев автомобиль с палестинскими номерами, он приказал ему остановиться, а его пассажирам тоже встать в шеренгу. После этого он открыл огонь и убил семь палестинцев.

#### Мотивы террориста
Поппер утверждал, что его действия были вызваны палестинскими беспорядками в ходе Первой интифады. Он также заявил, что совершил теракт, потому что от него ушла девушка. Позже Поппер заявил, что он хотел отомстить арабам, потому что его изнасиловал араб в 13-летнем возрасте.

#### Осуждение
Поппер был признан виновным в семи убийствах и осуждён на семь пожизненных заключений и ещё на 20 лет.
Однако в 1999 году его заключение было сокращено до 40 лет. По мнению министра юстиции Израиля, смягчение наказания было обосновано тем, что Израиль в ходе мирного процесса освободил ряд осуждённых палестинских заключённых. Так, после переговоров на Вай-Плантейшн было выпущено около 750 таких заключённых. Однако палестинские активисты, выступающие за права человека, осудили решение о смягчении наказания Попперу и освобождении Нехемии Мишбаума после 11-летнего заключения и обвинили Израиль в двойных стандартах, поскольку «Израиль, согласно его позиции, не освобождает заключённых с „еврейской кровью на руках“». Кроме того, они утверждали, что среди выпущенных палестинских заключённых многие были «простыми уголовниками».

#### Заключение и другие события
В тюрьме Поппер стал религиозным иудеем, он отбывает своё заключение в религиозном крыле тюрьмы Маасияху. Там он преподаёт Талмуд в тюремной религиозной школе. После того как он отсидел четверть срока, он стал получать отпуска из тюрьмы. Он женился на гражданке Канады, принадлежавшей к семье сторонников ультраправого израильского движения «Ках». В 1995 году у них родился первый сын, а в последующем ещё двое детей.
17 января 2007 года Поппер, находившийся в 48-часовом отпуске из тюрьмы, вёл машину по шоссе близ Эйлата, не имея прав на управление транспортным средством. Машина выехала на встречную полосу и врезалась в идущий по ней автомобиль. В результате жена и сын Поппера погибли, а другие двое детей получили ранения.
За эту дорожную аварию Поппер в результате судебной сделки получил дополнительно 6 месяцев тюрьмы. В январе 2009 года он женился во второй раз.
Крайне правые политические силы в Израиле и религиозная партия «Шас» выступают за освобождение Ами Поппера и других еврейских террористов, находящихся в израильских тюрьмах.
В 2016 году Поппера вернули в тюрьму Масияху, и ему разрешили каждое утро выходить на работу за пределы тюремных стен и возвращаться в конце рабочего дня. В июне 2017 года Поппер подал прошение о вычете трети приговора за хорошее поведение. Из-за противодействия ШАБАКа было решено отложить слушание по ходатайству на год. Позже окружной суд на слушании о возможности досрочного освобождения постановил, что не доказано, что мотив Ами Поппера был националистическим, поэтому произошедшее нельзя квалифицировать как террористический акт.